# 坂本廣子
坂本 廣子（坂本広子、さかもと ひろこ、1946年12月19日 - 2018年6月28日）は、日本の料理研究家。イラストレイターの坂本佳奈は娘。

## 略歴
兵庫県神戸市出身。旧姓・原田。1969年同志社大学文学部英文学部卒。美作大学大学院卒。2016年「学校外食育の指導方法に関する研究」で学術博士。幼児期からの食育の重要性を説き、NHK「ひとりでできるもん!」監修を務めた。相愛大学客員教授。
2018年6月28日、肺血栓症のため死去。71歳没。

## 著書
- 『忙し母さんの手ぬき料理』(朝日カルチャーVブックス)大阪書籍 1985
- 『忙し母さんの手まめ料理』(朝日カルチャーVブックス)大阪書籍 1986
- 『秘伝お料理上手になる本 誰も教えなかったコツのコツ』(21世紀ブックス)主婦と生活社 1988
- 『坂本広子の台所育児 一歳から包丁を』農山漁村文化協会 1990
- 『坂本広子の自然流手づくり和菓子』農山漁村文化協会 1992
- 『朝ごはんつくろう! (坂本広子のひとりでクッキング』まつもときなこ絵 偕成社 1993
- 『昼ごはんつくろう! (坂本広子のひとりでクッキング』まつもときなこ絵 偕成社 1993
- 『ばんごはんつくろう! 和食編 (坂本広子のひとりでクッキング』まつもときなこ絵 偕成社 1993
- 『ばんごはんつくろう! 洋食・中華編 (坂本広子のひとりでクッキング』まつもときなこ絵 偕成社 1993
- 『特別の日のごはんつくろう! 和食編 (坂本広子のひとりでクッキング』まつもときなこ絵 偕成社 1993
- 『特別の日のごはんつくろう! 洋食・中華編 (坂本広子のひとりでクッキング』まつもときなこ絵 偕成社 1993
- 『ひとりでも安心手料理 炎のない調理のすすめ (坂本広子のがんばれひとりのごはん…』農山漁村文化協会 1993
- 『おべんとうつくろう! (坂本広子のひとりでクッキング』まつもときなこ絵 偕成社 1993
- 『おやつつくろう! (坂本広子のひとりでクッキング』まつもときなこ絵 偕成社 1993
- 『ひとりでも食べっきり上手 これならなんでも食べられる (坂本広子のがんばれひとりのごはん』農山漁村文化協会 1994
- 『いくぞ!カレーたんけん隊 坂本広子のカレークッキング』まつもときなこ絵 偕成社 1994
- 『坂本広子のカンタン流手づくりパン おうちのパンのつくり方 発酵編』農山漁村文化協会 1994
- 『たべよう!チーズ、ヨーグルト 坂本広子のチーズ・ヨーグルトクッキング』まつもときなこ絵 偕成社 1995
- 『いただきます!』(食育絵本)わくしまかつみ絵 佼成出版社 1996
- 『サバイバルクッキング どんなときでも食べぬく元気術 (坂本広子のジュニアクッキング』まつもときなこ絵 偕成社 1996
- 『ヘルシークッキング からだをつくるおいしい食べ方 (坂本広子のジュニアクッキング』まつもときなこ絵 偕成社 1998
- 『坂本廣子の家庭料理コツ事典 忙しくても安心レシピ300』農山漁村文化協会 1998
- 『スウィーツクッキング ホームメイドはこんなにおいしい (坂本広子のジュニアクッキング』まつもときなこ絵 偕成社 1998
- 『和風クッキング きちんと知りたい日本の味 (坂本広子のジュニアクッキング』まつもときなこ絵 偕成社 1998
- 『パーティクッキング みんなでつくるバラエティ料理 (坂本広子のジュニアクッキング』まつもときなこ絵 偕成社 1998
- 『イラスト版台所のしごと 子どもとマスターする37の調理の知識』合同出版 1998
- 『村おこしは包丁のリズムにのって 兵庫丹波の「食の村おこし」10年』(人間選書) 農山漁村文化協会 1999
- 『坂本廣子の親子でキッチン イラスト版』坂本佳奈イラスト かもがわ出版 2001
- 『納豆料理で元気百倍 (遊び尽くし. Cooking & homemade)』坂本佳奈共著 創森社 2002
- 『国産米粉でクッキング おそうざいからお菓子・パンまで』坂本佳奈共著 農山漁村文化協会 2003
- 『いつまでもおいしく夢レシピ 向老期への料理メッセージ』夢のある高齢期を考える京都プロジェクト編 かもがわ出版 2003
- 『子どもがつくる旬の料理 素材を感じる「食育」レシピ』クレヨンハウス 2003
- 『め・みみ・はな・くち・ゆびであじわうお料理絵本 (五感と食の絵本』まつもときなこ絵 偕成社 2004
- 『め・みみ・はな・くち・ゆびで感じる食べもの絵本 (五感と食の絵本』まつもときなこ絵 偕成社 2004
- 『防災袋に必携!!地震の時の料理ワザ 電気が復旧するまでの1週間 グラっと来てもあわてない!!』まつもときなこ画 柴田書店 2006
- 『五感で学ぶ食育実践レシピ集 (キッズ・キッチン』かもがわ出版 2007
- 『キッズ・キッチン 五感で学ぶ食育ガイド』かもがわ出版 2007
- 『子どもがつくるほんものごはん 生きる力がつく「食育」レシピ』クレヨンハウス 2007
- 『イラスト版行事食・歳事食 子どもとマスターする特別な日の料理』合同出版 2007
- 『もっとひろがる国産米粉クッキング 小麦・卵・牛乳なしでここまでできる』坂本佳奈共著 農山漁村文化協会 2008
- 『お弁当 (坂本廣子の食育自立応援シリーズ』まつもときなこ絵 少年写真新聞社 2011
- 『おやつごはん (坂本廣子の食育自立応援シリーズ』まつもときなこ絵 少年写真新聞社 2011
- 『朝ごはん (坂本廣子の食育自立応援シリーズ』まつもときなこ絵 少年写真新聞社 2011
- 『スーパー主婦の節電レシピ 裏ワザ、隠しワザ満載!!』柴田書店 2011
- 『台所防災術 がんばらなくても大丈夫』坂本佳奈共著 農山漁村文化協会 2012
- 『1年生からひとりでお弁当を作ろう』竹下和男監修 共同通信社 2012
- 『坂本廣子のつくろう!食べよう!行事食』全3巻　奥村彪生監修 少年写真新聞社 2013
- 『子どもと一緒に防災の本 +防災おやつ&献立レシピ Let's学ぼうさい!』フォーラム・A, 2013
- 『坂本廣子のだしの本 つくって食べて未来に伝えていこう!』少年写真新聞社 2015
- 『イラストでわかる日本の伝統行事・行事食』谷田貝公昭監修 合同出版 2017
- 『くらしの防災 いのちを守り「災後」を生きるために』坂本佳奈共著 メタモル出版 2017

### 監修
- 『放射能地震津波正しく怖がる100知識 完全版』河田惠昭,小出裕章,石原哲,藤岡篤子共監修 集英社 2011